# 厕蝇科
厕蝇科（学名：Fanniidae）双翅目蝇总科的一科，含有5属，360余种。本科曾被视为蝇科（Muscidae）的一个亚科。
- 澳厕蝇属 Australofannia
- 宽额厕蝇属 Euryomma
- 厕蝇属 Fannia
- 扁尾厕蝇属 Piezura
- 西兰厕蝇属 Zealandofannia